# تشاه سنغ سفيد (برخوار الشرقي)
تشاه سنغ سفید (بالفارسية: چاه سنگ سفید) هي قرية تقع في إيران في قسم برخوار الشرقي الريفي.